# Nightmare Detective
Série
Nightmare Detective II
(2008)
Pour plus de détails, voir Fiche technique et Distribution.
Nightmare Detective (悪夢探偵, Akumu tantei) est un film japonais réalisé par Shin'ya Tsukamoto, sorti en 2006.

## Synopsis
Une détective enquête sur un tueur en série qui semble parvenir à entrer dans l'esprit de ses victimes.

## Fiche technique
- Titre : Nightmare Detective
- Titre original : 悪夢探偵 (Akumu tantei?)
- Réalisation : Shin'ya Tsukamoto
- Scénario : Shin'ya Tsukamoto et Hisakatsu Kuroki
- Pays d'origine : Japon
- Format : Couleurs - 35 mm - Dolby
- Genre : horreur, thriller et fantastique
- Durée : 106 minutes
- Dates de sortie :
  - Italie : 14 octobre 2006 (festival international du film de Rome)
  - Japon : 13 janvier 2007[1]

## Distribution
- Ryūhei Matsuda : Kyoichi Kagenuma
- hitomi : Keiko Kirishima
- Masanobu Andō : Detective Wakamiya
- Ren Ohsugi : Detective Sekiya
- Yoshio Harada : Keizo Oishi
- Shin'ya Tsukamoto : « 0 »